# 雷海鹏
雷海鹏（1918年—？），男，直隶（今河北）永清人，中国药理学家，曾任中国医学科学院药物研究所研究员。